# Planaxis sulcatus
Planaxis sulcatus är en snäckart som beskrevs av Born 1778. Planaxis sulcatus ingår i släktet Planaxis och familjen Planaxidae. Inga underarter finns listade i Catalogue of Life.